# アントリム・アンド・ニュータウンアベイ
アントリム・アンド・ニュータウンアベイ(英語：Antrim and Newtownabbey)は、イギリスの北アイルランド東部の行政区。
中心都市はアントリムとニュータウンアベイ。
2015年の人口は14万467人、面積は570.72km2、人口密度は246.1人/km2。
2015年4月1日にアントリム区とニュータウンアベイ区を合併して設置された。

## 人口
- 1991年6月30日：12万1700人
- 2001年6月30日：12万8800人
- 2011年6月30日：13万8651人
- 2015年6月30日：14万467人

## 隣接行政区
- 北：ミッド・アンド・イースト・アントリム
- 東：ベルファスト湾(アイリッシュ海)
- 南東：ベルファスト
- 南：リスバーン・アンド・カースルレー
- 西：ネイ湖

## 地理
バン川下流からネイ湖、ベルファスト湖に広がる。